# Rapolano Terme
Rapolano Terme (meist nur Rapolano) ist ein Ort mit 5107 Einwohnern (Stand 31. Dezember 2023) in der Provinz Siena, Region Toskana in Italien.

## Geografie

Lage von Rapolano Terme in der Provinz Siena

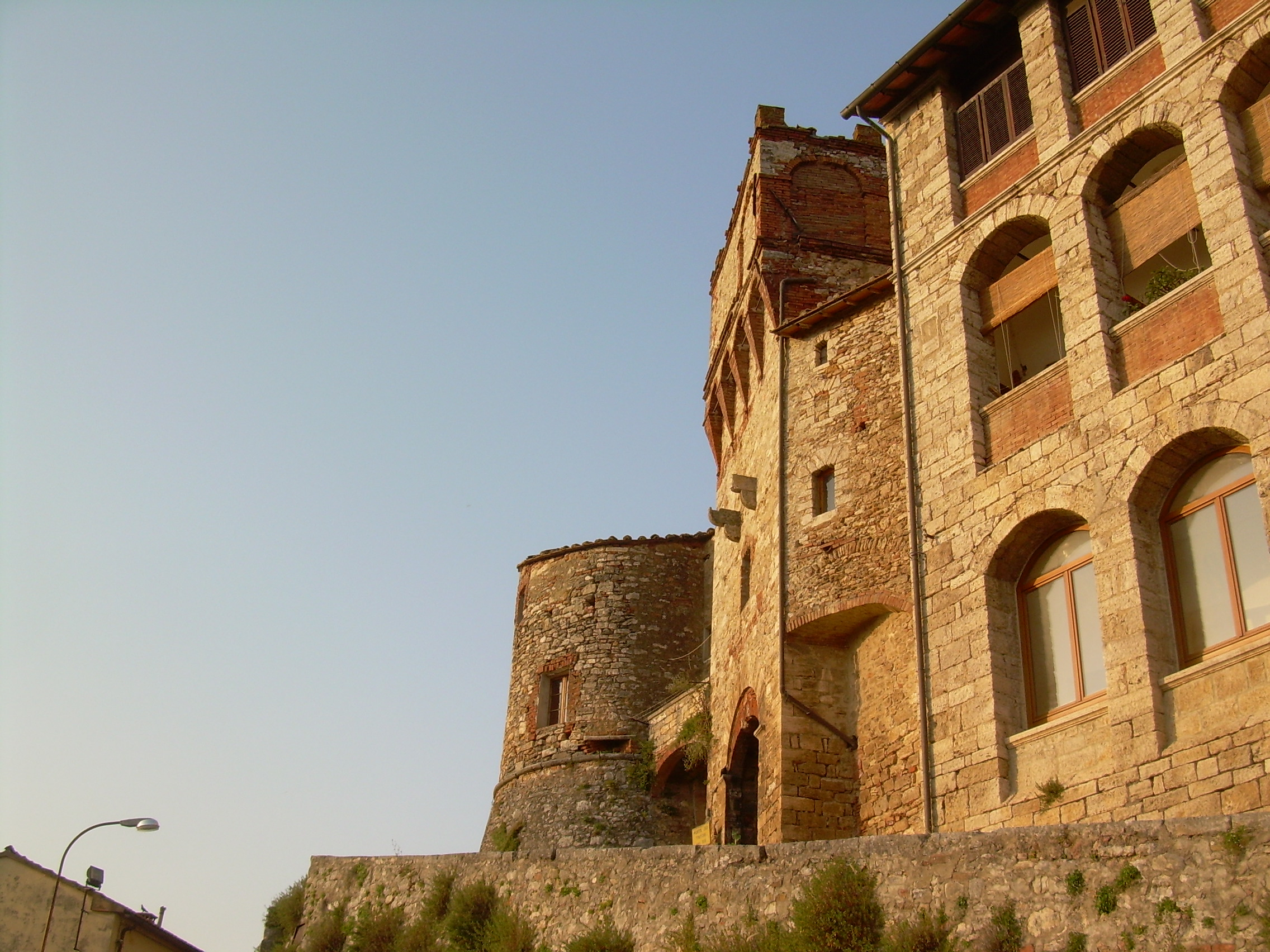
Das Stadttor Porta dei Tintori aus dem 14. Jahrhundert

Der Ort liegt in der Landschaft der Crete Senesi ca. 20 km östlich der Provinzhauptstadt Siena und ca. 60 km südöstlich der Regionalhauptstadt Florenz. Der Ort erstreckt sich über 83 km² und liegt in der klimatischen Einordnung italienischer Gemeinden in der Zone D, 1 914 GG. Durch das Gemeindegebiet fließt der Ombrone (4 von 157 km) und der Torrente Foenna (7 von 37 km).
Zu den Ortsteilen (Frazioni) gehören Armaiolo (281 m, ca. 80 Einwohner), Modanella, Poggio Santa Cecilia, San Gimignanello und Serre di Rapolano.
Die Nachbargemeinden sind Asciano, Bucine (AR), Castelnuovo Berardenga, Lucignano (AR), Monte San Savino (AR), Sinalunga und Trequanda.

## Geschichte
Die Geschichte des Stadtkerns von Rapolano beginnt im 12. Jahrhundert, als die Grafen Scialenga (auch Cacciaconti und Cacciaguerra genannt) von Asciano e Berardenga die Herrschaft über den Ort übernahmen. Erstmals schriftlich erwähnt wurde der Ort 1107 in einem Dokument, das die Familie der Cacciaconti als Ortsherren vorweist. Diese baten 1175 Siena um Protektion. 1208 nahm Gualfredotto di Milano den Ort im Auftrag von Florenz ein. Rapolano wurde 1233 und 1253 abermals von Florenz angegriffen und geriet noch mehrmals in den Konflikt von Ghibellinen und Guelfen. Ab 1266 herrschte ein von Siena abhängiger Podestà. Zu dieser Zeit wurde der Ort zur Kornkammer Sienas. Die Kornlieferungen wurden damals von der Leitung des Hospitals Santa Maria della Scala in Siena organisiert und dauerten bis ins 18. Jahrhundert. Die Stadtmauern wurden 1306 teilweise von Siena im Konflikt mit Arezzo zerstört und 1342 mit seneser Hilfe als Befestigungsanlage mit fünf Rundtürmen wiederaufgebaut. Am 30. Mai 1554 wurde zunächst Armaiolo und dann Rapolano von den Truppen aus Florenz besetzt und zerstört. Die Beschädigungen ließen nur zwei Stadttore, das Stadttor Porta dei Tintori und das Porta Sant’Antonio sowie sechs Türme intakt. Danach zogen die Truppen aus Florenz weiter, um Siena am 2. August 1554 in der Schlacht von Scannagallo zu besiegen. Mit der Niederlage Sienas wurde auch Rapolano ins Herzogtum Toskana eingegliedert und verblieb dort (mit Ausnahme der napoleonischen Besetzung) auch nach der Einigung Italiens. Seit 1949 darf der Ort den Zusatz Terme (Thermen) tragen.

## Sehenswürdigkeiten

Pieve di San Vittore

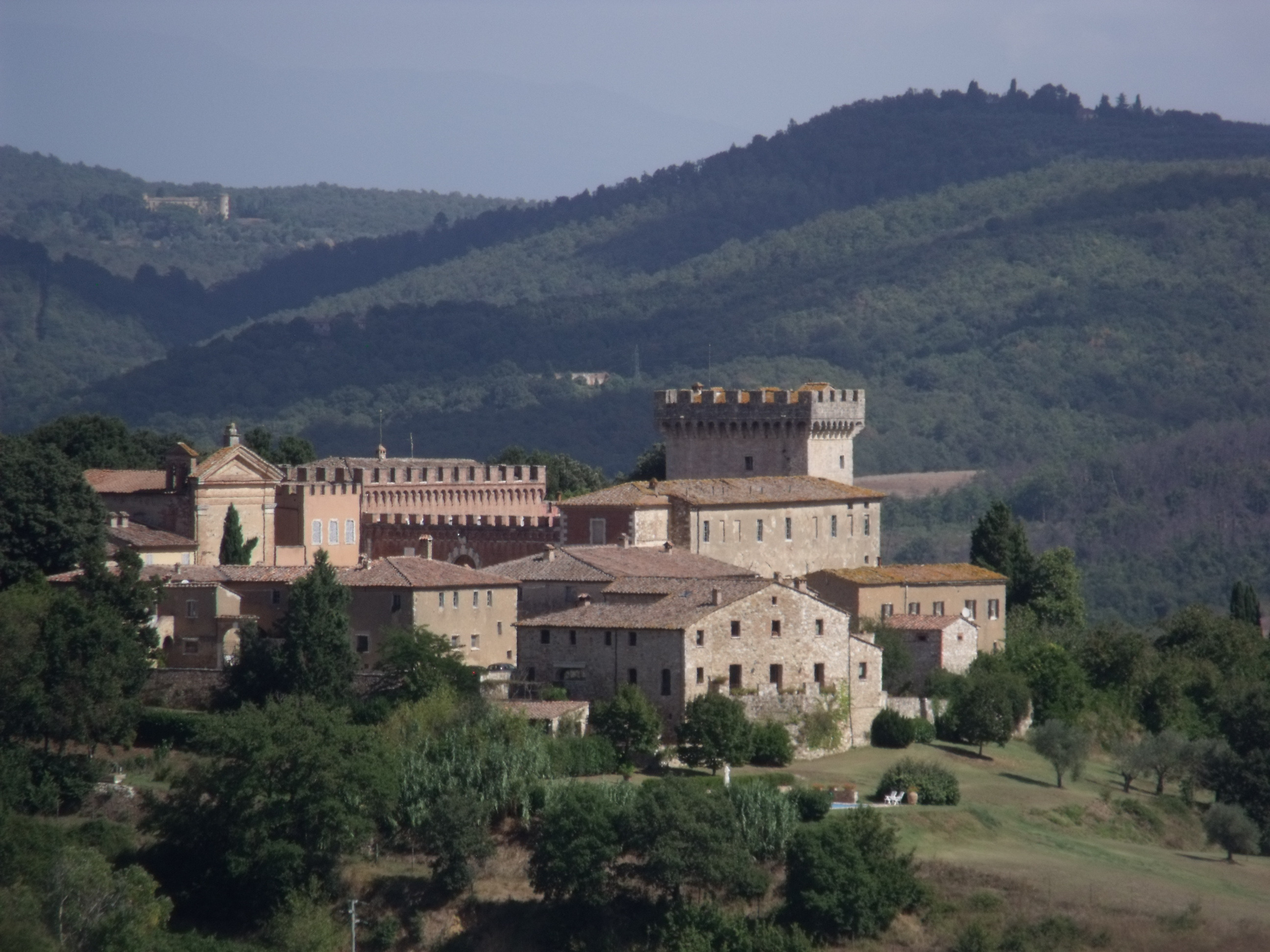
Burg und Ortsteil San Gimignanello

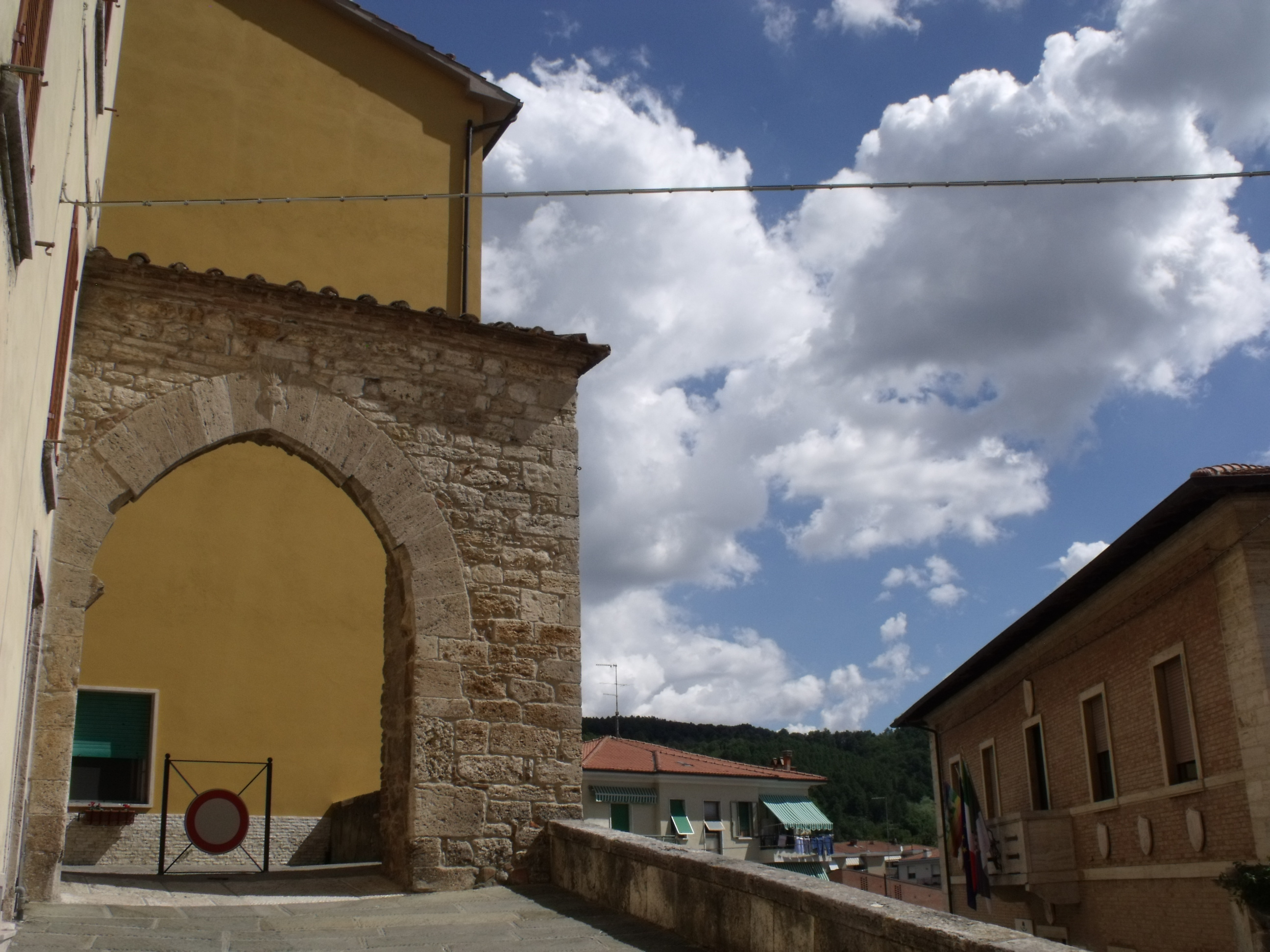
Stadttor Porta Sant’Antonio, rechts das neue Rathaus

- Arcipretura di Santa Maria Assunta, Kirche im Ortskern, die 1646 die Kirchweihe erhielt. Enthält die Werke Madonna del Latte von Paolo di Giovanni Fei und San Giacomo, San Sebastiano e San Rocco che adorano la Madonna col Bambino von Astolfo Petrazzi. Das Werk Madonna che porge il Bambino a Santa Francesca Romana wird dem Deifebo Burbarini zugeschrieben.[8]
- Chiesa del Corpus Domini, auch Chiesa della Fraternita genannte Kirche im Ortskern an der Piazza Matteotti. Enthält das dem Girolamo di Benvenuto zugeschriebene Werk Madonna col Bambino e i Santi Giovanni Battista e Girolamo und das Werk Madonna del Rosario e Santi von Ventura Salimbeni.[9]
- Chiesa di San Bartolomeo (auch Chiesa del Santo genannt), Kirche im Ortskern nahe dem Castellare, die im 14. Jahrhundert entstand. Enthält von Vincenzo Rustici das Werk Madonna col Bambino, San Bartolomeo e San Cristoforo.[9]
- Chiesa della Compagnia di Santa Caterina della Misericordia, Kirche, enthält die Werke Santa Caterina che riceve il cuore del Redentore und Santa Caterina che dà la veste al povero von Astolfo Petrazzi sowie Madonna in gloria e i Santi Caterina, Rocco e Sebastiano und San Lorenzo e Sant’Andrea von Alessandro Casolani.[8]
- Chiesa della Madonna della Piaggia a San Gimignanello im Ortsteil San Gimignanello, 1407 entstandene Kirche, enthält das Werk Madonna col Bambino von Lippo Vanni.
- Pieve di San Vittore, bereits 1029 erwähnte Pieve kurz außerhalb der Stadtmauern und der Porte dei Tintori.[10]
- Porta dei Tintori (Färbertor), südliches Stadttor an der (mittelalterlichen) Straße nach Siena, im 14. Jahrhundert entstanden.[9]
- Porta Sant’Antonio, noch erhaltenes Stadttor nahe dem heutigen Rathaus. Das Stadttor ist in Richtung Asciano ausgelegt.[7]
- Porta Nuova, Stadttor neueren Datums als Zugangstor zur Piazza Matteotti. Wurde errichtet, um den Automobilzugang zum Zentrum zu erleichtern.[11]
- Terme Antica Querciolaia, ca. 1 km nordöstlich gelegene Thermen, die 39–40 °C warme Wasser besitzt und wahrscheinlich schon von den Römern benutzt wurden.[9] War vormals auch unter dem Namen Bagni Arrigucci bekannt.[12]
- Parco dell’Acqua, 1998 eröffneter Naturpark kurz außerhalb der Stadtmauern nahe der antiken Thermen.[12] Enthält Skulpturen von Mauro Berrettini.[13]
- Terme di San Giovanni Battista, ca. 2 km südwestlich gelegene Thermen.[9] Einst unter dem Namen Bagni Marii bekannt wurden sie bereits im 3. Jahrhundert v. Chr. benutzt und wurden im 13. Jahrhundert von der seneser Regierung erweitert. Die Wassertemperatur beträgt 39 °C. Die antiken Quellen entsprangen nahe dem heute als Montagnola bekannten Kalkrestablagerungen, auch Acqua delle Rupe genannt. Weitere Quellen in unmittelbarer Nähe sind die von Santa Maria delle Nevi (28 °C) und Casino Torricelli (23,6 °C).[12]
- Campo Muri, Etruskisch-Romanische Thermen aus dem 3. Jahrhundert v. Chr., die in den 1970er Jahren wiederentdeckt wurden und nahe der Terme San Giovanni liegen. Das Gelände umfasst ca. 8000 m².[14]
- Serre di Rapolano: Cassero (Castello), Chiesa dei Santi Lorenzo e Andrea, Grancia, Palazzo Gori-Martini u. a.
- Castello di Armaiolo, Kastell mit unbekannter Datierung. Gehörte 1121 den Grafen Spadalonga und Adilasia und wurde 1208 von Siena übernommen. Wurde 1554 im Konflikt zwischen Florenz und Siena stark beschädigt.[15]
- Chiesa di San Giovanni Evangelista, Kirche aus dem 14. Jahrhundert im Ortsteil Armaiolo. Wurde am Ende des 19. Jahrhunderts restauriert.[8]
- Chiesa della Compagnia del Corpus Domini, Kirche kurz außerhalb der Befestigungsmauern von Armaiolo.
- Castello di San Gemignanello, erstmals 1022 als Castelvecchio erwähntes Kastell, das im Besitz der Familien Scialenghi und dann der Gallerani war. War seit 1740 im Besitz der Sansedoni[8] aus Siena und wurde im 19. Jahrhundert renoviert.[10]
- Chiesa dei Santi Fabiano e Sebastiano a San Gimignanello, Kirche im Kastell, die 1771 durch die Sansedoni über einer älteren Kirche aus dem 12. errichtet wurde.[8]
- Chiesa della Madonna della Piaggia, Kirche nahe San Gimignanello. Wurde um ein Tabernakel, das wahrscheinlich von Lippo Vanni stammt.[8]
- Castello di Modanella, Kastell bei 360 m, das im 16. Jahrhundert erweitert wurde.[9]
- Chiesa di San Giovanni Evangelista a Modanella, Kirche in Modanella. Das Werk Cena in Emmaus wird dem Raffaello Vanni zugeschrieben.[8]
- Chiesa di Santa Maria a Montecamerini, Kirche aus dem 11. Jahrhundert kurz außerhalb des Ortes. Wurde im 15. Jahrhundert restauriert und befindet sich heute in Privatbesitz.[8]
- Chiesa di San Biagio, auch San Biagio a Chiusella genannt, bereits im 11. Jahrhundert als Außenstelle der Pieve San Vittore erwähnte Kirche, die heute nicht mehr genutzt wird.[8] Liegt zwischen Armaiolo und Lati Castelli.[7]
- Chiesa di Santa Maria in Ferrata, ehemalige Kirche nahe Poggio Santa Cecilia, die aus dem 13. Jahrhundert stammt.[8]
- Chiesa di San Pietro a Poggio Santa Cecilia, wurde 1798 Pfarrkirche als Nachfolgekirche von Santa Maria in Ferrata.[8]
- Chiesa della Compagnia di Santa Croce, ehemalige Kirche im Ortsteil Poggio Santa Cecilia, die ein dem Alessandro Casolani zugeschriebenes Werk (Sant’Elena e il miracolo di San Macario) enthält.[8]
- Chiesa della Madonna di Montauto, 1676 errichtete Kirche nahe der alten Pieveruine in Località Santo Stefano a Vicododuecim.[8]
- Pieve di Sant’Andreino, bereits 1178 von Papst Alexander III. als Außenstelle der Collegiata di Sant’Agata in Asciano erwähnte Pieve.[8]

## Verkehr

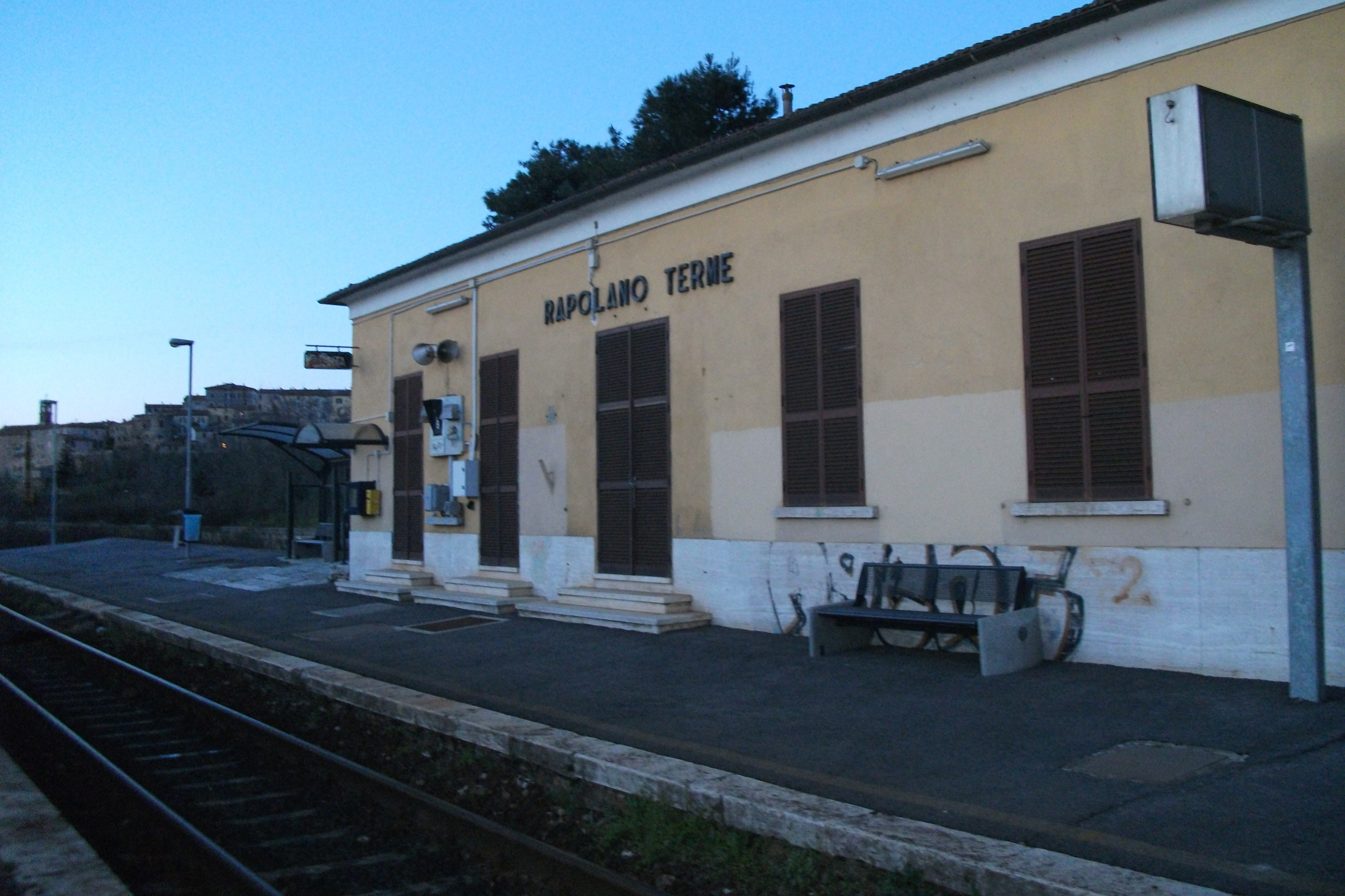
Der Bahnhof von Rapolano Terme

- Die Anschlussstelle Rapolano liegt an der Schnellstraße von Siena zur A1 und zur RA6 nach Perugia. Der Ortsteil Serre di Rapolano besitzt eine zusätzliche Anschlussstelle.
- Rapolano verfügt über eine Haltestelle an der Bahnstrecke Siena-Chiusi.
- Durch den Ort führt die Römerstraße Via Lauretana, die hier ein Teilstück einer Variante der Via Francigena ist.[10]

## Wirtschaft
Im Ortsgebiet wurde bis in die 2000er Jahre hauptsächlich Travertin und Marmor abgebaut. Erste Abbauarbeiten fanden bereits vor dem 3. Jahrhundert v. Chr. statt, im späten Mittelalter begannen die erneuten Aktivitäten ab 1597.

## Gemeindepartnerschaften
Rapolano unterhält seit dem Jahr 2000 eine Gemeindepartnerschaft mit dem ungarischen Ort Fertőrákos.